# サンダーアーム/龍兄虎弟
『サンダーアーム/龍兄虎弟』（サンダーアーム りゅうけいこてい、原題：龍兄虎弟、英題：The Armour of God）は、1986年に香港で製作されたジャッキー・チェン主演のアクション映画。

## 概要
1987年の香港興行成績ランキングで堂々1位を獲得した大ヒット作品。ジャッキーが演じる主人公は、役名もジャッキーのままだが、別名を“アジアの鷹” (Asian Hawk) と名乗っている。『レイダース/失われたアーク《聖櫃》』『インディ・ジョーンズ/魔宮の伝説』で大人気の冒険活劇ヒーロー、インディ・ジョーンズのアジア版といった趣きの、秘宝をもとめて、どんな危険な場所へもおもむくトレジャー・ハンターである。香港の人気歌手のアラン・タムや『プロジェクトA2』などに出演したロザムンド・クワンほか、『スパルタンX』でヒロインを演じたローラ・フォルネルと再共演している。
また、撮影中にジャッキー・チェンが頭蓋骨骨折の大怪我を負ったことでも有名。その後、彼の回復力はめざましく、頭にぐるぐる巻きの包帯をしたまま当時、世界的に有名だったパリのレストラン「マキシムド・パリ」に行ったときのこと。ジャッキーはいきなり包帯をガバッと取って「頭が痒くてしかたないんだ」と言うなり、ゴシゴシ掻き始めたという。これには周囲の客たちも「度肝を抜かれた」と語った。
「アジアの鷹シリーズ」として1991年に続編となる『プロジェクト・イーグル』が製作され、2012年には約20年ぶりとなる第3弾の『ライジング・ドラゴン』が製作された。

## ストーリー
数千年前、世界中に散逸した5種の神の武器を集め、世界を支配しようと企む邪教集団。彼らは冒険家アジアの鷹ことジャッキー（ジャッキー・チェン）を利用しようと企む。
そこで彼らはジャッキーの親友アラン（アラン・タム）の恋人ローラ（ロザムンド・クワン）を誘拐し、ジャッキーに協力を要求する。

## キャスト
| 役名                   | 俳優                         | 日本語吹替 | 日本語吹替   | 日本語吹替   |
| 役名                   | 俳優                         | ソフト版   | フジテレビ版 | テレビ朝日版 |
| ---------------------- | ---------------------------- | ---------- | ------------ | ------------ |
| アジアの鷹・ジャッキー | ジャッキー・チェン           | 石丸博也   | 石丸博也     | 石丸博也     |
| アラン                 | アラン・タム                 | 森川智之   | 関俊彦       | 堀内賢雄     |
| ローラ                 | ロザムンド・クワン           | 日野由利加 | 佐々木るん   | 岡本麻弥     |
| メイ                   | ローラ・フォルネル           | 園崎未恵   | 土井美加     | 勝生真沙子   |
| バノン伯爵             | ボジダール・スミルジャニック | 金尾哲夫   | 阪脩         | 内田稔       |
| 魔王                   | ケン・ボイル                 | 樋浦勉     | 安田隆       | 内海賢二     |
| 教団長                 | ジョン・ラダルスキー         | 塾一久     | 飯塚昭三     | 青野武       |

- ソフト版：BD&DVD（日本語吹替収録版）演出：市来満
- フジテレビ版：初回放送1988年10月15日『ゴールデン洋画劇場』
- テレビ朝日版：初回放送1996年1月14日『日曜洋画劇場』
  - なお、テレビ朝日版とフジテレビ版でそれぞれ主題歌が異なっている[注釈 3]。

## スタッフ
- 監督/武術指導：ジャッキー・チェン
- 原案/監督補：エリック・ツァン
- 脚本：エドワード・タン、バリー・ウォン（黄炳耀）[注釈 1]、ロー・キン、シト・チクホン、ジョン・シェパード
- 音楽：マイケル・ライ
- 武術指導クルー：ジャッキー・チェン・スタントチーム（成家班）、ユエン・チョンヤン、ラウ・カーウィン
- 製作総指揮：レイモンド・チョウ
- 製作：レナード・ホー、チュア・ラム
- 製作会社：嘉禾電影有限公司、威禾電影製作

## 作品解説
- 作品自体の企画は、1985年3月の時点でエリック・ツァンの企画として新聞に紹介されていた。そして『ポリス・ストーリー/香港国際警察』『ファースト・ミッション』『七福星』と立て続けに3本の作品の撮影を終えたジャッキーは、エリック・ツァンと本作の製作に取り掛かり始める。
- 撮影は1985年8月にジャッキーがユーゴスラビアへ。その後、9月2日に『ファースト・ミッション』のプロモーションのため来日、9月4日には日本を立ち、ふたたびユーゴスラビアへ。飛行機を丸々2日かけて乗り継ぎ9月6日に到着したが、その翌日9月7日にユーゴスラビアで撮影中に15メートルの高さから落下、頭蓋骨骨折の大事故に遭い、撮影を3分の2ほど残し一時中断。翌1986年3月に撮影に復帰し、製作が再開された。それまでの監督であるエリック・ツァンから交代し、ジャッキー自らメガホンを取ることになった[3]。そして1985年10月17日にヨーロッパの病院で精密検査を受け、無事退院して、香港へと戻ることができた。
- 冒頭の木から木へ飛び移るシーンの撮影中（2テイク目）、捕まった木が折れてジャッキーが落ちてしまうハプニングが起きた。その際にジャッキーは頭蓋骨骨折の大怪我を負ってしまった。日本では「ジャッキー・チェン死亡か？」とささやかれた。冒頭のシーンでジャッキーの髪の毛が一瞬で長くなっているが、それは手術のために坊主になったのと、事故の傷跡を隠すためと言われている。なお、ジャッキーはこの事故による後遺症で左耳がほぼ聞こえなくなってしまったが、この事情を知っている者はジャッキーの右側に立って話すようにしている。
- 当初の監督はエリック・ツァンだったが、ジャッキーの事故からの復帰後はスケジュールの都合[注釈 4]でジャッキー自身が監督に交代した。また、ジャッキーの事故のため、当初は出演予定であったシンシア・ロスロックが『冒険活劇 上海エクスプレス』に出演中の為、ローラ・フォルネルに交代した。
- 5月上旬には再びスタッフと共にユーゴスラビアへ再入国したが、チェルノブイリ原子力発電所事故の影響で、「1. ミルクや生水は飲まない、2. 雨の場合は即刻撮影中止、3. 果物はよく洗ってから食べる」などの注意書きが渡された[3]。その後、6月14日にはヨーロッパ各地での撮影を終えて帰国している。
- ジャッキーが運転するコルト・スパイダーは三菱が数年前から未来車として開発した改造費3000万円のハイテク車だが、撮影で2台が大破している。また、追跡側のパジェロは15台が大破している。ちなみに、コルト・スパイダーから飛び出す通称「サンダー・カー」は特性50ccエンジンを搭載し、足元のペダルで方向を、ハンドルでスピードを調整できる。
- ジャッキーがラストで対戦する”アマゾネス軍団”のメンバーは空手や太極拳、二重剣やマーシャルアーツの経験者で結成されている。
- クライマックスの気球に飛び乗るシーンは、『007』シリーズなどを手掛けるヨーロッパナンバーワンのスタントチーム「レミー・ジュリアン・グループ」の協力の元で行われた。
- 劇場公開は、当時の日本でのジャッキー人気の全盛期を物語るように香港よりも5ヶ月も前の1986年8月16日に日本で最初に公開された。
- 冒頭で大怪我をしたシーンは、バスター・キートンの『キートンのセブン・チャンス』のオマージュである[要出典]。
- もしジャッキーが亡くなった場合、アラン・タム主演で今作を撮影する予定であったと言われている。

## 主題歌
- 本作には通常版の他、再公開版があり、主題歌が異なる。

通常版
- 「暴風女神Lorelei」アラン・タム（作詞：Richard Lam 作曲：芹澤廣明 編曲：入江純）
- 「Friend of mine」アラン・タム&ジャッキー・チェン（作詞：リンダ・ヘンリック 作曲：芹澤廣明 編曲：大谷和夫）

再公開版
- 「再越新高峰」(広東語)ジャッキー・チェン
- 「フライト・オブ・ザ・ドラゴン」(「再越新高峰」の英語歌詞)ジャッキー・チェン

「暴風女神Lorelei（ローレライ）」には広東語バージョンと英語バージョンがある。香港公開版のエンディングには広東語バージョンが使用され、日本公開版とテレビ朝日放映版には英語バージョンが使用され、「フライト・オブ・ザ・ドラゴン（Flight Of The Dragon）」はフジテレビ放映版のエンディングに使用された。「再越新高峰」はアレンジバージョンも製作されている。

## エピソード
ジャッキーは、撮影で使っている三菱ミラージュスパイダーを気に入り、撮影が終了したらその車を貰う約束をしていたが、スタント用車両と貰う予定の装置が可動する車両を間違え、スタッフがカースタントの際に貰う予定の車両を爆発させてしまったという。ちなみに、スタント用車両は現在、三菱自動車の岡崎技術センターに動態保管されている。（一般公開はされていない）

## シリーズ
本作の主人公「アジアの鷹」を主人公としたシリーズ作。
- 『プロジェクト・イーグル』（1991年）
- 『ライジング・ドラゴン』（2012年）